# Streptophytina

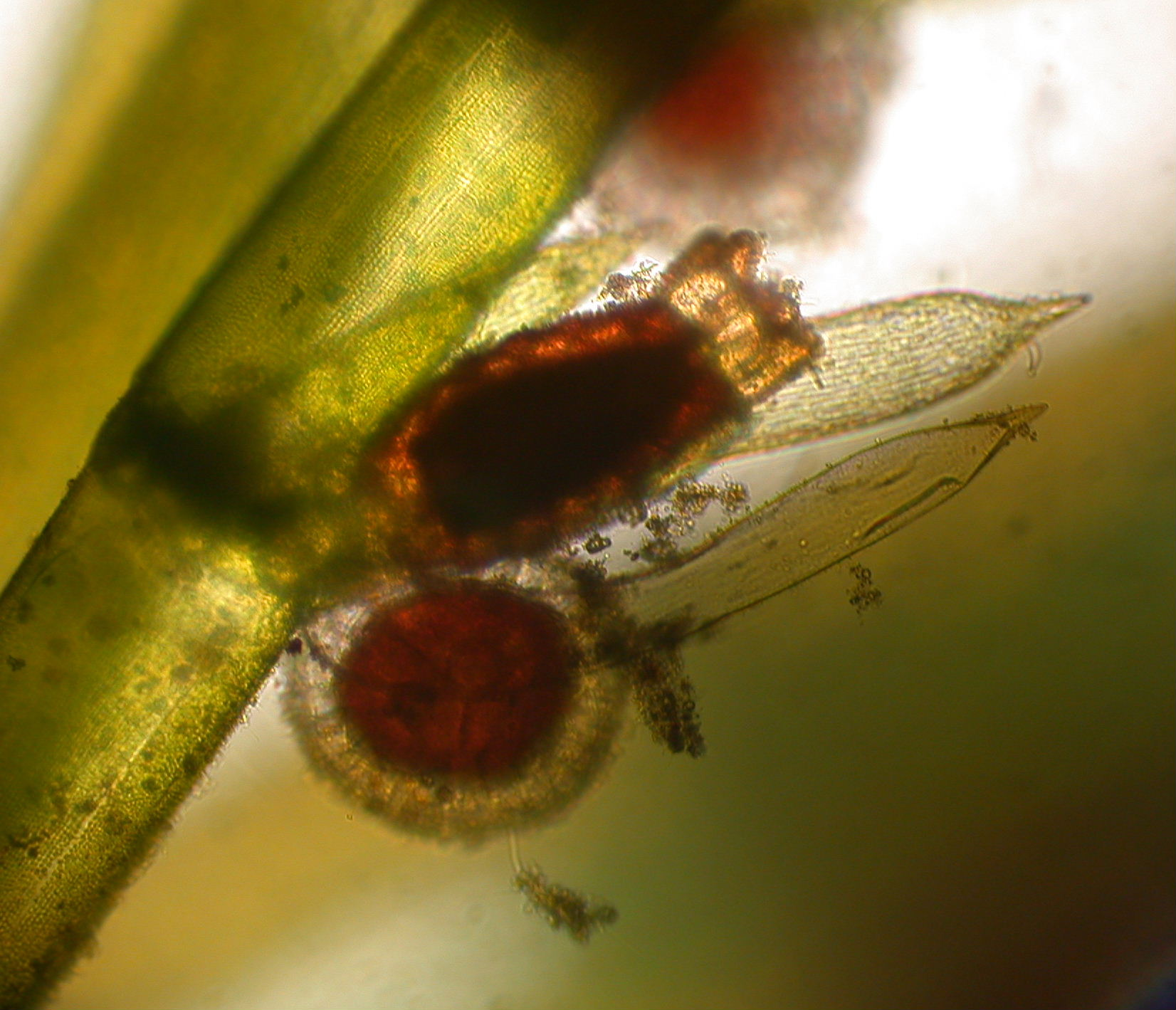
Cấu trúc sinh sản của Chara.

Streptophytina là tên gọi chính thức của một phân ngành (nhưng đôi khi được sử dụng ở cấp ngành, và khi đó thuật ngữ thích hợp hơn để sử dụng là Streptophyta), trong đó bao gồm 2 lớp: Charophyceae, chứa bộ Charales (hay Charophyta sensu stricto); và Embryophyceae, trong đó bao gồm toàn bộ thực vật có phôi (thực vật đất liền như rêu và thực vật có mạch).
Thuật ngữ Streptophyta, một thuật ngữ chính thức để chỉ một ngành, cũng được sử dụng để chỉ một phân giới và được sử dụng để bao gồm các loài thực vật đất liền (thực vật có phôi) cũng như một vài bộ tảo lục trước đây gộp trong ngành Charophyta.
Một nghiên cứu gần đây gộp cả các bộ Mesostigmatales, Chlorokybales, Klebsormidiales, Zygnematales, Coleochaetales và Charales trong Streptophyta.

## Từ nguyên
Streptophyta có nguồn gốc từ tiếng Hy Lạp στρεπτο (streptós) nghĩa là "xoắn", dạng "chuỗi xoắn" hay "xích xoắn" và φυτόν (phuton) nghĩa là "thực vật".